# Greizer Erzgebirgshütte
Die Greizer Erzgebirgshütte ist eine Schutzhütte der Sektion Greiz des Deutschen Alpenvereins (DAV). Sie liegt im Erzgebirge in Deutschland. Es handelt sich um eine Selbstversorgerhütte ohne Bewirtschaftung.

## Geschichte
Die Sektion Greiz wurde am 29. Dezember 1881 in Greiz als Sektion Greiz des Deutschen und Österreichischen Alpenvereins (DuOeAV) gegründet. 1999 kamen Überlegungen der Sektion auf, sich eine Hütte in näherer Umgebung zuzulegen. Ein Sektionsmitglied fand ein ausgedientes Bahnwärterhäuschen bei der kleinen Ortschaft Wilzschhaus am stillgelegten Abschnitt Schönheide Ost–Muldenberg der Bahnstrecke Chemnitz–Adorf. Trotz seiner Baufälligkeit wurde es für gut befunden, schon allein wegen der herrlichen Lage der Zwickauer Mulde. Das Haus wurde von der Deutschen Bahn ausgeschrieben und die Sektion Greiz bekam den Zuschlag, da sie knapp das höchste Angebot abgegeben hatte. Am 24. Juni 2000 begann man mit den ersten Arbeiten an der Hütte, vorwiegend Abbruch und Maurerarbeiten. Im Jahr 2002 begann der Aus- und Umbau des Gebäudes. Am Samstag, dem 29. Juni 2002, wurde die Greizer Erzgebirgshütte feierlich eingeweiht. Die ersten Besucher der Hütte kamen im August 2002. Die Sektion besitzt eine weitere Hütte die Greizer Hütte in den Zillertaler Alpen. Der Förderverein Historische Westsächsische Eisenbahnen, der zwischen dem Bahnhof Schönheide Süd in Wilzschhaus und Hammerbrücke jährlich zwischen Mai und Oktober Draisinenfahren mit dem Wernesgrüner Schienenexpress anbietet, hat einen Bedarfshalt Erzgebirgshütte an dem einstigen Bahnwärterhaus angelegt.

## Lage
Die Hütte liegt auf 603 m ü. NHN im Naturpark Erzgebirge/Vogtland, mitten in einem herrlichen Waldgebiet an dem Fluss Zwickauer Mulde.

## Zustieg
Parkplatz in Wilzschhaus, 1 km zur Hütte.

## Hütten in der Nähe
- Vogtlandhütte, Selbstversorgerhütte (747 m ü. NHN)[4]

## Tourenmöglichkeiten
- Der Hochrhöner – Hochrhönrunde, 87,2 km, 24,5 Std.[5]

## Klettermöglichkeiten
- Klettergebiet Erzgebirge, Felsen 1 bis 20, bis zum 9. Schwierigkeitsgrad[6]

## Karten
- Naturpark Erzgebirge/Vogtland: Naturparkkarte / Wanderkarte 1:25.000 (NP25 Blatt 1/2) ISBN 978-3-89679-337-9
- Naturpark Erzgebirge/Vogtland. Naturparkkarte 1:25.000, NP25 Doppelblatt 3/4, Westerzgebirge: Eibenstock, Carlsfeld, Schwarzenberg, Geyer, Scheibenberg, Annaberg-Buchholz, Oberwiesenthal ISBN 978-3-89679-251-8